# Silhouettea nuchipunctatus
Silhouettea nuchipunctatus is een  straalvinnige vissensoort uit de familie van grondels (Gobiidae). De wetenschappelijke naam van de soort is voor het eerst geldig gepubliceerd in 1934 door Herre.
De soort staat op de Rode Lijst van de IUCN als Onzeker, beoordelingsjaar 2009.